# 125e division d'infanterie (Allemagne)
Pour les articles homonymes, voir 125e division d'infanterie.
La 125e division d'infanterie (en allemand : 125. Infanterie-Division ou 125. ID) est une des divisions d'infanterie de l'armée allemande (Wehrmacht) durant la Seconde Guerre mondiale.

## Création et différentes dénominations
La 125. Infanterie-Division est formée le 16 octobre 1940 en tant qu'élément de la 11e vague (11. Welle) de mobilisation.
Elle est dissoute en mars 1944 après avoir subi de lourdes pertes sur le Front de l'Est. Les survivants de la Division ont formé la Divisions-Gruppe 125 qui a été assignée à la 302. Infanterie-Division.

## Organisation

### Commandants
| Début            | fin              | Grade                  | Commandant              |
| ---------------- | ---------------- | ---------------------- | ----------------------- |
| 5 octobre 1940   | 24 décembre 1942 | General der Infanterie | Wilhelm Schneckenburger |
| 24 décembre 1942 | 31 mars 1944     | Generalleutnant        | Helmut Friebe           |

### Officiers d'opérations (Generalstabsoffiziere (Ia))
| Début             | fin               | Grade          | Commandant         |
| ----------------- | ----------------- | -------------- | ------------------ |
| 16 octobre 1940   | 15 septembre 1942 | Major          | Friedrich Niemeyer |
| 15 septembre 1942 | 20 octobre 1943   | Oberstleutnant | Ernst Golling      |
| 20 octobre 1943   | 5 mars 1944       | Major          | Hermann Adam       |

## Théâtres d'opérations
- octobre 1940 - avril 1941 : Allemagne
- avril 1941 - juillet 1941 : bataille de Grèce
- juillet 1941 - mars 1944 : front de l'Est, secteur Sud

## Ordres de bataille
1940
- Infanterie-Regiment 419
- Infanterie-Regiment 420
- Infanterie-Regiment 421
- Artillerie-Regiment 125
- Pionier-Bataillon 125
- Panzerjäger-Abteilung 125
- Aufklärungs-Abteilung 125
- Divisions-Nachrichten-Abteilung 125
- Divisions-Nachschubführer 125

1943
- Grenadier-Regiment 419
- Grenadier-Regiment 420
- Grenadier-Regiment 421
- Divisions-Füsilier-Bataillon 125
- Artillerie-Regiment 125
- Pionier-Bataillon 125
- Panzerjäger-Abteilung 125
- Feldersatz-Bataillon 125
- Divisions-Nachrichten-Abteilung 125
- Divisions-Nachschubführer 125